# Lewis County (Tennessee)
Lewis County ist ein County im Bundesstaat Tennessee der Vereinigten Staaten. Das U.S. Census Bureau hat bei der Volkszählung 2020 eine Einwohnerzahl von 12.582 ermittelt. Der Verwaltungssitz (County Seat) ist Hohenwald.

## Geographie
Das County liegt südwestlich des geographischen Zentrums von Tennessee und hat eine Fläche von 732 Quadratkilometern, wovon ein Quadratkilometer Wasserfläche ist. Es grenzt im Uhrzeigersinn an folgende Countys: Hickman County, Maury County, Lawrence County, Wayne County und Perry County.

## Geschichte
Lewis County wurde am 23. Dezember 1843 aus Teilen des Hickman County, Lawrence County, Maury County und des Wayne County gebildet. Benannt wurde es nach Meriwether Lewis, einem US-amerikanischen Entdecker, Soldat und Gouverneur des Louisiana-Territoriums. Er war maßgeblich an der Planung und Ausführung der Lewis-und-Clark-Expedition beteiligt.
Sechs Bauwerke und Stätten des Countys sind im National Register of Historic Places (NRHP) eingetragen (Stand 23. August 2018).

## Demografische Daten

Alterspyramide Lewis County

Nach der Volkszählung im Jahr 2000 lebten im Lewis County 11.367 Menschen in 4.381 Haushalten und 3.215 Familien. Die Bevölkerungsdichte betrug 16 Einwohner pro Quadratkilometer. Ethnisch betrachtet setzte sich die Bevölkerung zusammen aus 97,07 Prozent Weißen, 1,45 Prozent Afroamerikanern, 0,20 Prozent amerikanischen Ureinwohnern, 0,18 Prozent Asiaten und 0,29 Prozent aus anderen ethnischen Gruppen; 0,80 Prozent stammten von zwei oder mehr Ethnien ab. 1,20 Prozent der Bevölkerung waren spanischer oder lateinamerikanischer Abstammung.
Von den 4.381 Haushalten hatten 33,2 Prozent Kinder und Jugendliche unter 18 Jahre, die bei ihnen lebten. 58,9 Prozent waren verheiratete, zusammenlebende Paare, 10,7 Prozent waren allein erziehende Mütter und 26,6 Prozent waren keine Familien. 23,5 Prozent waren Singlehaushalte und in 10,6 Prozent lebten Personen im Alter von 65 Jahren oder darüber. Die Durchschnittshaushaltsgröße betrug 2,54 und die durchschnittliche Haushaltsgröße betrug 2,98 Personen.
25,8 Prozent der Bevölkerung waren unter 18 Jahre alt, 8,3 Prozent zwischen 18 und 24, 27,4 Prozent zwischen 25 und 44, 24,8 Prozent zwischen 45 und 64 und 13,6 Prozent waren älter als 65. Das Durchschnittsalter betrug 37 Jahre. Auf 100 weibliche Personen kamen statistisch 96,9 männliche Personen und auf 100 Frauen im Alter von 18 Jahren und darüber kamen 91,8 Männer.
Das jährliche Durchschnittseinkommen eines Haushalts betrug 30.444 USD, das Durchschnittseinkommen der Familien betrug 35.972 USD. Männer hatten ein Durchschnittseinkommen von 27.060 USD, Frauen 19.847 USD. Das Prokopfeinkommen betrug 14.664 USD. 10,3 Prozent der Familien und 13,4 Prozent der Einwohner lebten unterhalb der Armutsgrenze.